# Butnskala
Butnskala je slovenski kultni fantastično-groteskno-komični film iz leta 1985 v režiji Francija Slaka, posnet po istoimenski radijski igri Emila Filipčiča in Marka Derganca, ki sta tudi v filmu odigrala glavni vlogi. Butnglavci so skrivna skupina, ki se z glavami zaletava ob skale, ob čimer se jim prikazujejo stekle lisice, ki naj bi ogrožale svet.

## Igralci
- Emil Filipčič kot kralj
- Marko Derganc kot profesor
- Janez Hočevar - Rifle kot Valentinčič
- Majolka Šuklje kot Fanči
- Mila Kačič kot Mici
- Tonja Ponebšek kot Marija
- Marjan Hlastec kot Stojinc
- Ivan Volarič Feo kot Ludvig
- Blaž Ogorevc kot Marjan
- Gojmir Lešnjak kot Eminenca I
- Tomaž Kralj kot Eminenca II
- Tomislav Gotovac kot Eminenca III
- Angelca Hlebce kot sestra Kislih
- Jožica Avbelj kot sestra Kislih
- Ljubiša Ristić kot Eminenca na konju